# Glenn Miller
Alton Glenn Miller (Clarinda, Iowa, 1904. március 1. – La Manche, 1944. december 15.) amerikai dzsesszzenész, harsonás, zeneszerző, zenekarvezető.
Glenn Miller ősei amerikai pionírok voltak, akik a 19. század közepén sokadmagukkal indultak el nyugatnak.

## Pályakép
Az első harsonáját egy hentestől kapta tizennégy éves korában, akinek a boltjában dolgozott egy ideig. Az iskolai tánczenekarban kezdett rajta játszani. Tizenhét éves korában annyira megragadta az akkoriban felhangzó új tánczene ritmusa, hogy megszökött otthonról és egy wyomingi kisváros zenekarában kezdett játszani. 1923-ban a Colorado-i egyetem zenekarában játszott, ahol tanult. Másfél év múlva otthagyta az egyetemet és Los Angelesbe ment Max Fisher együtteséhez.
1920-30 között harsonásként dolgozott és hangszerelt Ben Pollack, Red Nicholson és mások számára. Ebben az időben ismerkedett meg Benny Goodmannel, akivel készült közös felvétele is.
Saját big bandjét 1937-ben hozta létre. Előtte évekig kereste a hangot. Glenn Miller együttese az 1930-as évek második felében az Egyesült Államok legnépszerűbb zenekara volt. Számaik a legkedveltebb slágerek közé tartoztak. Egyedi hangszerelése a szokványostól merőben eltérő, ahogy akkor nevezték „radikális” volt. A közönség egy pillanat alatt megszerette az új hangzást, amelyben a fúvósok száma az addig megszokottnak a kétszerese, háromszorosa volt. Az akkori szórakozóhely-tulajdonosok aggódtak is, hogy túl hangos lesz a produkció. Megfigyelhető egyes számoknál, hogy mennyire professzionális módon váltogatják a hangerőt a szám közben.
A második világháború alatt Miller önkéntesként belépett az amerikai hadseregbe, ugyanis legfontosabb feladatának a fronton harcoló katonák szórakoztatását érezte.
Azt vallotta, hogy a katonák már fáradtak, elgyötörtek és szükségük van valami hazai, ismerős amerikai dologra, mondjuk zenére. Más zenészekkel együtt megalapította az Egyesült Államok Légierejének Zenekarát. Kezdetben Amerikában, majd Nyugat-Európában zenéltek.
1944. december 15-én a Londontól északra fekvő Bedfordban borzasztó ködös időben felszállt egy repülőgépre, ami Párizsba vitte volna. A gép eltűnt, minden bizonnyal a németek a La Manche felett lelőtték. A roncsokat, Glenn Miller holttestét soha nem találták meg. Mivel erős dohányos volt, szárnyra kapott egy olyan elmélet is, miszerint tüdőrákja lett, állapota nagyon leromlott és a család inkább elrejtette őt a nyilvánosság elől, mert nem akarták, hogy a tömeg, a katonák, akiket erővel, bátorsággal töltött meg a zenéje így, ilyen méltatlan állapotban lássák őt.
Angliában is komoly Glenn Miller-kultusz alakult ki, szinte mindenhol kapható CD újradigitalizált felvételekkel.

## A zenekar

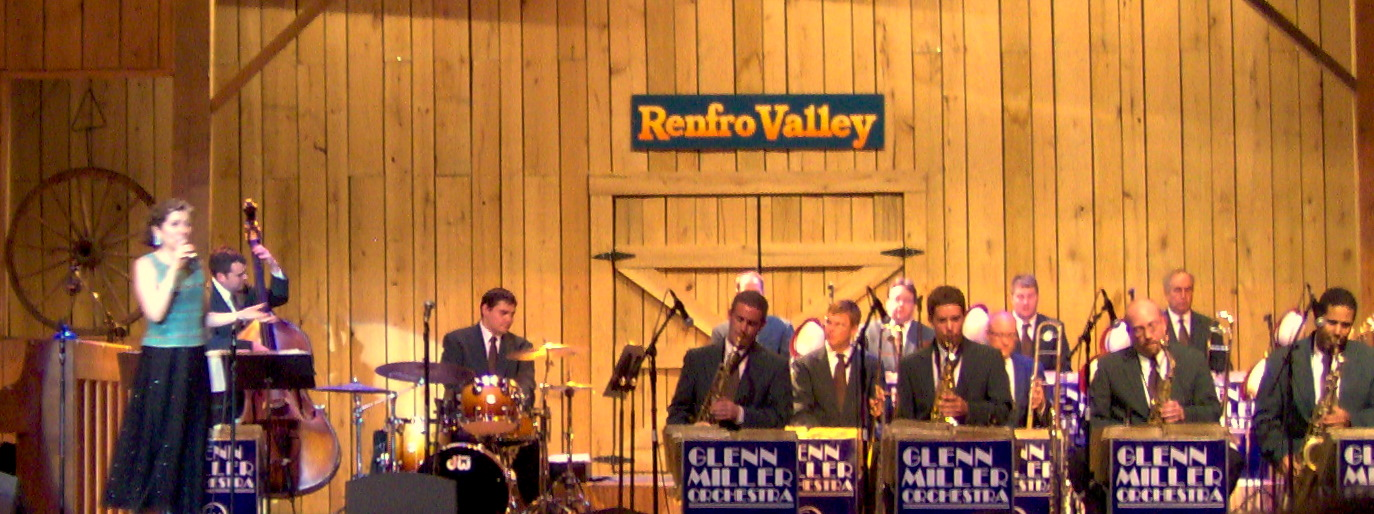
A zenekar; szólista: Julia Rich

A Glenn Miller Orchestra 1937-ben alakult, és rövid egy év alatt az Egyesült Államok legnépszerűbb zenekarává vált. Legsikeresebb felvételei az In The Mood, A String of Pearls, Moonlight Serenade, Chattanooga Choo Choo... voltak. A zenetörténet első aranylemeze lett a Chattanooga Choo Choo, (ami 1 millió eladott lemez után jár). Klarinétjátékosa Wilbur Schwartcz volt, akivel egy orlandói étteremben ismerkedett meg.
A zenekar ma is létezik, pontosabban hivatalosan 2 Glenn Miller zenekarnak van joga viselni a nevet. Egy európai és egy amerikai. Mindkettő százötven-kétszáz koncertet ad szerte a világban. Az európai zenekar vezetője már a 80-as években Glenn Millert játszott, és jelenleg is az egyik legjobb ebben a műfajban. Magyarországon is rendszeresen fellépnek, a közönségben a fiatalabb generáció is megtalálható. Koncertjük mindig igényes és szórakoztató, válogatott jó zenészek vannak a zenekarban.

## Diszkográfia
Lásd: angol Wikipédia

### Albumok
- Glenn Miller; RCA Victor-LPM-31 1951 10" album
- The Sound Of Glenn Miller; RCA Victor-LPM-1189 1956
- This Is Glenn Miller; RCA Victor-LPM-1190 1956
- Glenn Miller Plays Selections From "The Glenn Miller Story" And Other *Hits; RCA Victor-LPM-1192 1956 LSP-1192(e) 1962
- Glenn Miller Concert; RCA Victor-LPM-1193 1956
- Marvelous Miller Moods; RCA Victor-LPM-1494 1957